# 站姿自由女神25美分硬币
站姿自由女神25美分硬币（英語：Standing Liberty quarter）是美国铸币局1916至1930年间生产的一种25美分硬币，用于取代1892年投产的巴伯25美分硬币。硬币图案由雕塑家赫尔蒙·阿特金斯·麦克尼尔设计，正面刻有自由女神，背面刻有飞鹰。
铸币局局长罗伯特·伍利误以为硬币设计依法必须在沿用25年后更换，所以在1915年就把更换巴伯版角币、25美分和半美元的事项列入日程。麦克尼尔递交的设计方案带有强烈的军事色彩，显示自由女神保持警惕、防范攻击。铸币局要求对原有设计作出多项修订，麦克尼尔修改后的设计还加上海豚代表美国东西两岸的两大洋。1916年末，铸币局官员没有知会设计师就大幅调整硬币图案，麦克尼尔在次年1月看到新版后表示不满。铸币局获得特别授权，允许麦克维尔按自己的意愿重新设计银币，雕刻师最终做出的其中一项设计就是给自由女神穿上锁子甲，挡住原本裸露的乳房。
进入流通后，硬币所刻年份磨损很快，为解决这个问题，铸币局雕刻师于1925年调整设计。站姿自由女神25美分硬币于1931年停产，这年铸币局也完全没有生产25美分硬币。经国会授权，华盛顿25美分硬币于1932年投产，上面刻有首任美国总统乔治·华盛顿的肖像，纪念他的二百周年诞辰。

## 构想
1890年9月26日，联邦国会在新通过的法案中规定：
 经财政部长批准，铸币局局长有权准备并采纳新设计方案……但是，所有硬币的设计或模具从获得采纳开始，至少要25年后才能更改……不过，铸币局局长仍然有权在得到财政部长批准后临时与一名或多名相应领域顶尖的艺术家接洽，这些艺术家应该获得报酬，款项从费城铸币局的拨款中支取。

1892年，铸币局首席雕刻师查尔斯·爱德华·巴伯设计的一系列硬币开始发行，其中包括一角、25美分和半美元三种面额，设计图案基本相同，人称“巴伯硬币”（Barber coinage）。巴伯硬币面世后备受公众非议，从1905年开始，多届总统领导的行政部门都试图为美国硬币换上更现代、更美观的设计图案。1907至1908年，双鹰金币、鹰扬、半鹰和四分之一鹰金币相继采用新设计，分币和镍币也分别在1909和1913年更换设计。1916年，巴伯硬币面世已满25年，更换设计方案的呼声此起彼伏。早在1914年，林肯分币的设计者维克多·大卫·布伦纳（Victor David Brenner）就径自递交多份银币设计方案。但财政部回应称，部长威廉·吉布斯·麦卡杜正忙于其他事务，实在抽身乏术。
1915年1月2日，《密歇根州制造商和金融记录》（Michigan Manufacturer and Financial Record）上刊登文章，其中有采访费城铸币局局长亚当·乔伊斯（Adam M. Joyce）的内容：
 据我所知……50美分、25美分和十美分面值新币的发行尚未提上日程。不过，如果真要做出变更，我们希望新币会比前不久的圣高登斯双鹰、鹰扬、半鹰和四分之一鹰更易于维护（指模具），也更让人满意。从实际情况来看，野牛镍币和林肯一美分也存在问题。这都是因为政府希望铸造出来的硬币更有艺术美感，而不是更切合实际。

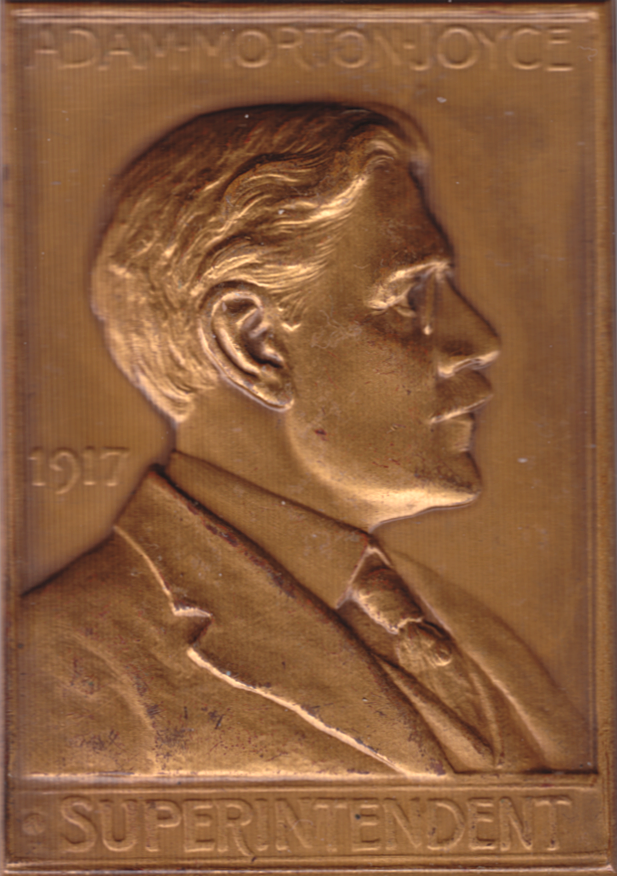
费城铸币局局长亚当·乔伊斯（图）对包括林肯一美分在内的多种新币不以为然，认为这些硬币的品相都很差。

1915年1月，财政部助理部长威廉··梅尔本（William P. Malburn）向麦卡杜递交备忘录，告知部长“目前银质半美元、25美分和十美分硬币（的设计方案）是在1892年更改，所以1916年可以采用新设计，而且可以在这年任何时候开始。”麦卡杜则在备忘录上直接回复：“先由铸币局递交设计方案，之后再考虑是否要找别家。”
1915年4月，罗伯特·伍利（Robert W. Woolley）继任铸币局局长职位。4月14日，他对乔伊斯下达指令，请他安排已在任36年的首席雕刻师巴伯准备新设计方案。同日，梅尔本就铸币局是否能从1916年开始将新设计投产一事征询财政部代表律师的意见，律师于4月17日给出肯定答复。铸币局当时正忙于生产巴拿马－太平洋纪念币，没有马上遵照财政部指示行动。10月，巴伯经传唤前往首都哥伦比亚特区，与伍利商讨硬币设计事宜，但已无法考证他此行是否带有新币草图。
12月3日，伍利与美术委员会会面，请委员会审视铸币局雕刻部制作的草图。巴伯也在现场，向委员会成员说明硬币生产工艺。伍利还向委员会表示，如果他们不中意铸币局的作品，那么可以推荐几位雕塑家提供新设计。巴伯硬币的角币、25美分和半美元设计图案几乎完全相同，伍利打算这次三种硬币都采用截然不同的新设计。伍利还告知委员会，巴伯造币的设计已经沿用了25年，所以必须更换——据钱币史学家大卫·兰格（David Lange）所言，这显然是“对铸币法律的误解。”
委员会对巴伯递交的铸币局草图并不满意，并推荐阿道夫·温曼（Adolph Weinman）、赫尔蒙·麦克尼尔（Hermon MacNeil）和阿尔宾·波拉塞克（Albin Polasek）三名雕塑家提供新设计方案，而且三人都可以递交多份草图。铸币局自行决定要在哪种面额硬币上采用哪种设计，无须考虑设计师的初使意图，但是这些设计方案并不能无所顾虑地互换。根据国会已经通过的法律，25美分和半美元硬币的背面必须刻有老鹰，而十美分上不能出现老鹰。伍利希望三名雕塑家各有一种设计方案入选。

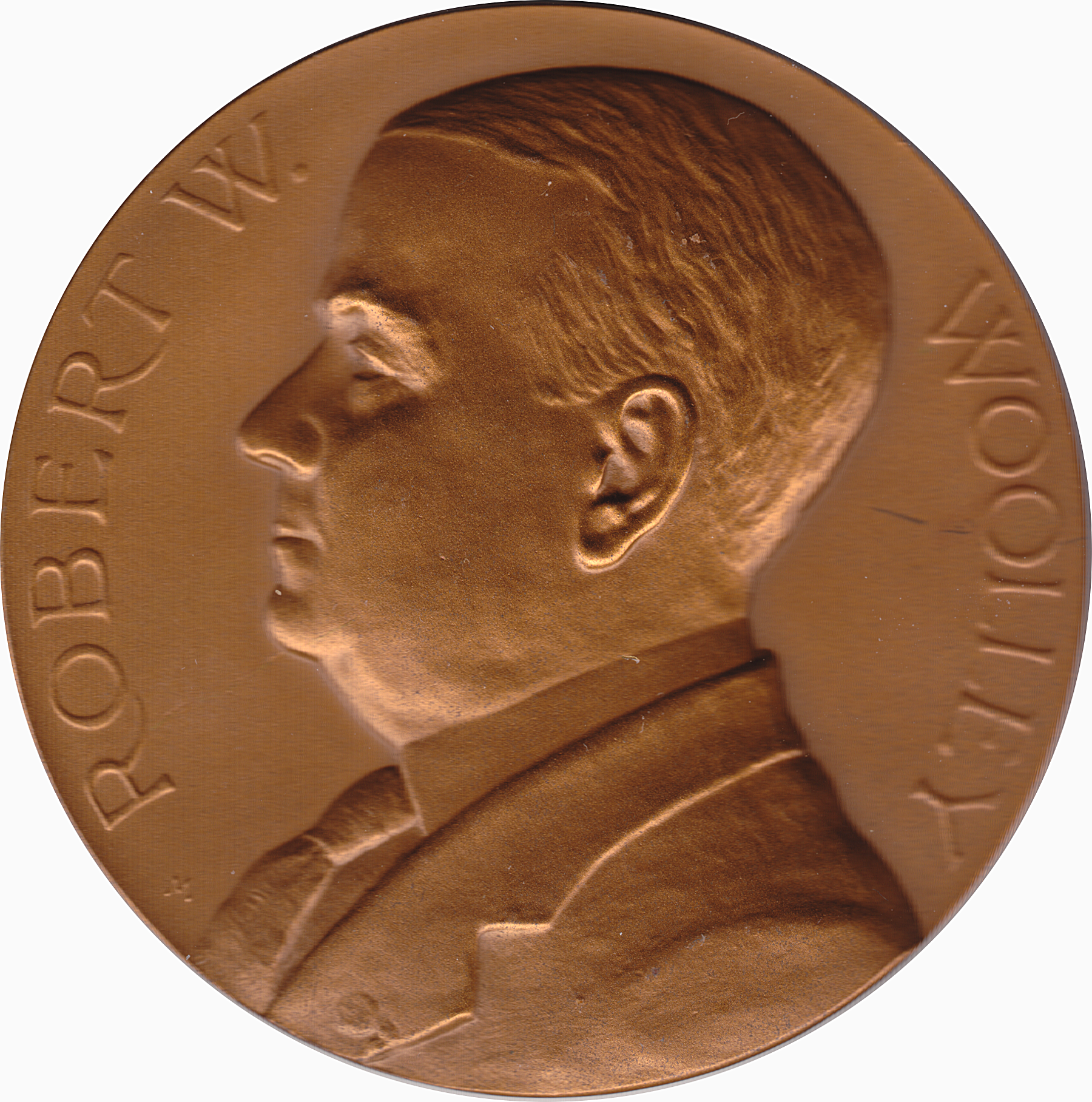
铸币局局长罗伯特·伍利（上图是铸币局助理雕刻师乔治·摩根为伍利设计的铸币局奖章）主张以新设计替换巴伯造币，但他可能不知道，自己并不是一定要更换这些设计。

三位雕塑家都在2月中旬递交设计草图，再于2月23日前往纽约与伍利会面，以便展示作品并回应他可能提出的问题。伍利和麦卡杜经过多次探讨后于2月28日通知温曼，他有五幅草图入选，分别沿用到十美分、半美元，以及25美分的背面。同日，伍利致信麦克尼尔，告知他的设计入选为25美分的正面，还致信波拉塞克，告知对方没有作品入选。美术委员会劝告伍利，不要让一名艺术家负责这么多份设计任务，最终25美分的两面均交给麦克尼尔设计，由他修改之前递交的草图。
3月3日，财政部宣布将更换硬币设计，并在新闻稿中称：“根据法律要求，这些硬币的设计必须每25年更换一次，现行硬币的25年期限在1916年结束。”新闻稿中还表示，财政部希望在确定设计方案两个月后让新币投产。伍利也在3月3日致信巴伯，告知首席雕刻师的设计方案没有得到采纳，温曼和麦克尼尔的设计模型最迟会在5月1日抵达费城铸币局。据钱币史学家沃尔特·布林（Walter Breen）记载，巴伯对此感到愠怒，变得“极不合作”。兰格指出，投产前出现多次延误，几位雕塑家“一方面需要微调自己的模型，另一方面还要力图避开巴伯在他们道路上设立的障碍。虽然他从许多造币实践角度提出的意见都非常准确，但这些意见显然可以通过更具建设性的方式呈现出来。”兰格在有关墨丘利10美分硬币的著作中进一步指出，巴伯这时已是75岁高龄，但在之前十年里，他“被迫参与到对他一生成就的系统性抹杀当中”，在此期间，他不得不参与多项工作，这些工作的结果都是以他人的作品取代他过去的设计。
新设计的三种硬币面世后，所有美国硬币这时都有了新设计（摩根银元此时尚未投产）。据1916年末《艺术世界》（The Art World）杂志刊载的专栏文章所说：
 自（19世纪的）那一天起，我们钱币的艺术造诣已经大有进步。多位知名雕塑家获聘，并取得令人钦佩的成果……现在，我们又有了温曼设计的新版半美元和十美分，还有麦克尼尔设计的新版25美分。回想起来，这一切似乎是令人难以置信的成就。

## 设计

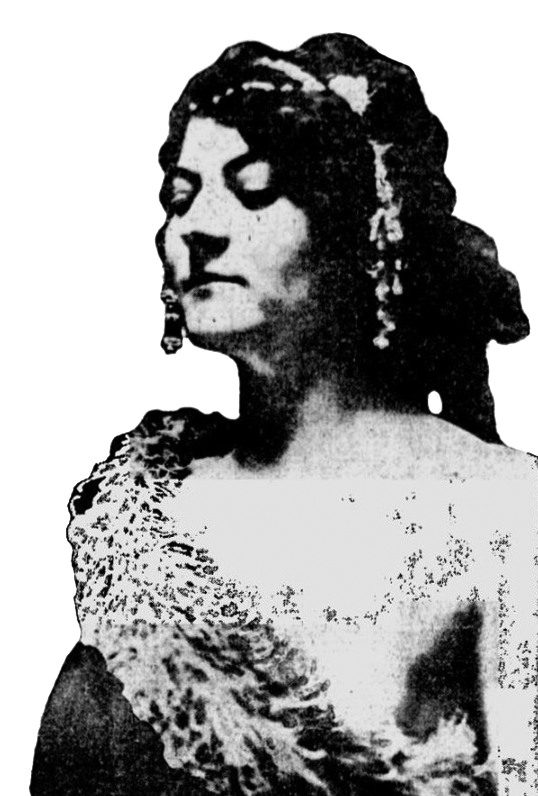
有观点认为多丽丝·多斯彻就是“25美分上的女孩”

站姿自由女神25美分硬币正面人物的模特身份尚无定论。早在1917年5月，就有报导称银币正面自由女神的原型是多丽丝·多斯彻（Doris Doscher），她之后成为默片演员，艺名多丽丝·多瑞（Doris Doree）。这种说法此后多年获普遍认可，多斯彻以“25美分上的女孩”之名为人所知，于1970年以88岁高龄去世。但到了1972年，有报纸在麦克尼尔辞世四分之一个世纪后报导称，25美分正面的模特实际上是此时已92岁高龄的百老汇女演员艾琳·麦克道尔（Irene MacDowell，她在1973年去世），她的丈夫经常同麦克尼尔一起打网球，但不赞同妻子给球友当模特，所以雕塑家一直没有透露她的身份。2003年12月刊《钱币学家》（The Numismatist）杂志刊出小蒂莫西·本福德（Timothy B. Benford Jr.）的文章，称麦克尼尔当年拒不透露麦克道尔的名字只是为了避免夫人吃醋。不过，多斯彻去世后，她的丈夫曾于1982年称，无论麦克道尔的故事中有什么说法，自己的夫人就是25美分硬币的模特。
麦克尼尔共交出两份硬币正面设计，其中一份入选。1921年和平银元设计竞赛时，他把之前落选的方案修改后递交，但还是没能获选。麦克尼尔遭拒的设计是站姿自由女神面朝右侧，身体前倾，左手拿的橄榄枝向外伸出，右手拿着刀柄。钱币史学家罗杰··伯德特（Roger W. Burdette）认为，这份设计方案旨在向第一次世界大战的交战各方发出信号：美国希望和平，但也做好了战斗的准备。
与遭拒的方案相比，麦克尼尔获采纳的正面设计军事色彩略有收敛，图像上的自由女神面朝右侧（纹章学的东方），这正是欧洲战场的方向，手上所持盾牌同样是朝这个方向。她右手拿着橄榄枝，正大步向前从门中走出，门从中间分开，两边一起刻有铭文，其中（“信仰”）中的字母刻成字母的形状。据设计师本人所述，银币正面的自由女神“向前迈进……保卫和平是她的终极目标。”艺术史学家科尼利厄斯·弗缪尔（Cornelius Vermeule）认为，麦克尼尔设计的“自由女神仿佛帕台农神庙山形墙上的雅典娜，是阔步迈进的强大女性”。弗缪尔还认为，自由女神手持盾牌上的星星和条纹和所有其它设计元素都令人想到公元前450至350年，菲迪亚斯到普拉克西特列斯时代之间的古希腊雕塑。
在弗缪尔看来，银币背面的飞鹰就是借鉴1836年的戈布雷希特银元，只是飞翔方向由从右向左改为从左往右。他觉得1917年对硬币背面的变更效果很好，图案显得简洁许多。弗缪尔还曾于1970年指出，站姿自由女神25美分硬币的背面标志着美国硬币描绘真实老鹰的时代即将结束，1921年后美国硬币上的飞鹰大多是纹章风格。

## 准备

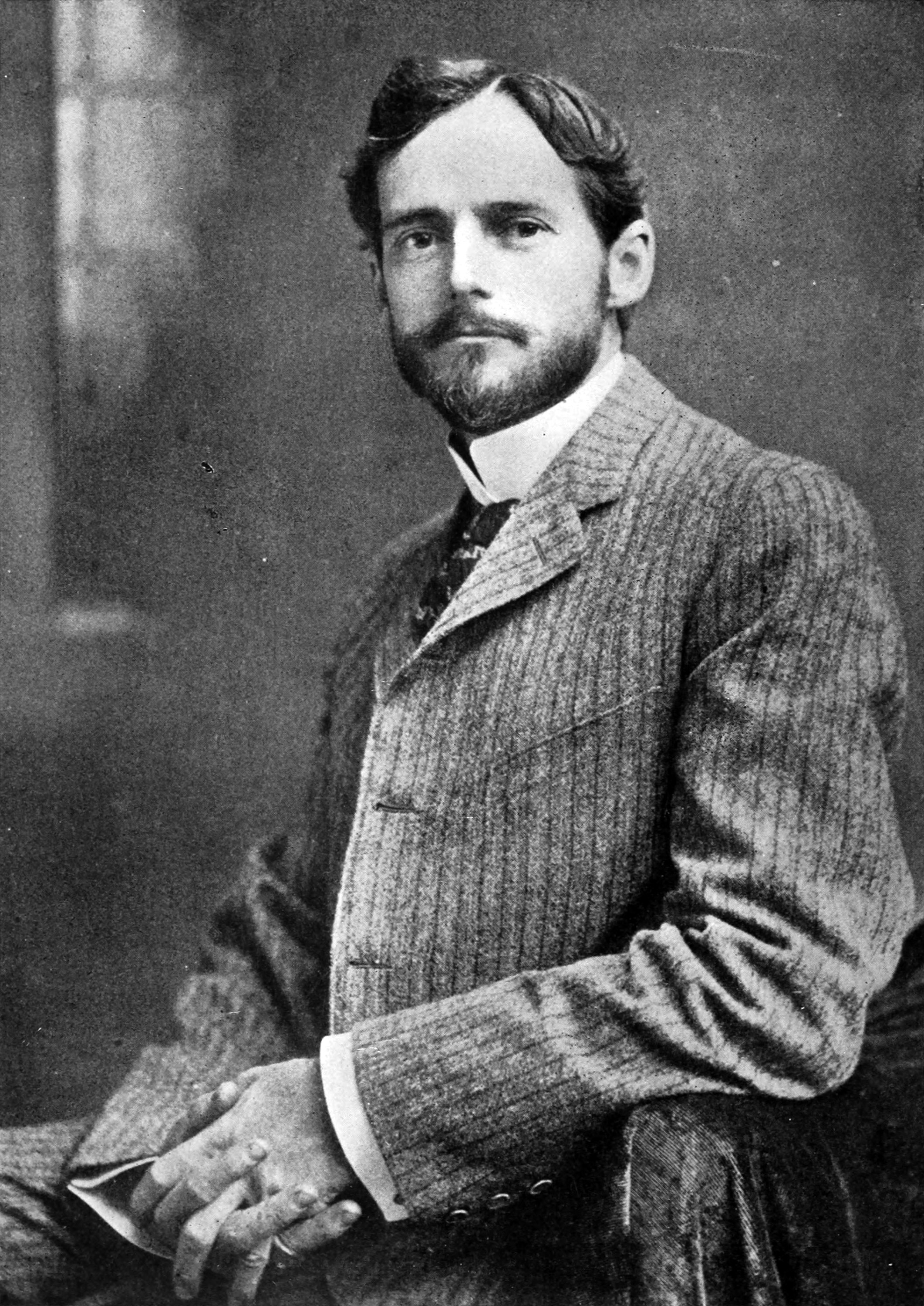
赫尔蒙·阿特金斯·麦克尼尔

麦克尼尔曾致信伍利，承诺会“努力做出能为你所用的东西。”虽然伍利听从美术委员会的建议，把25美分的背面也交给麦克尼尔设计，但这并非不可改变。伍利之后到访雕塑家位于纽约皇后区大学岬（College Point）的工作室，麦克尼尔为此针对背面设计开展大量研究，并把研究结果向伍利展示。伍利这次选中的设计图案同最终采纳的很相似，都是翅膀几乎完全展开的飞鹰。其它设计方案都有类似的飞鹰，只是角度不同。
根据铸币局的原定计划，三种新版银币的设计方案最迟要在1916年4月15日制成模具，这样新币就能在7月1日左右投产。不过，铸币局很快把递交模具的截止日期推迟到5月1日，事实证明这次调整依然过于乐观，麦克尼尔直到5月18日才交出青铜材质的铸件模具。不过同另外两种硬币的设计者温曼相比，麦克尼尔的速度还是要快得多，温曼的模具一直到6月6日才抵达铸币局。伍利在1916年5月23日签发的信中正式批准25美分设计方案。虽然延误时间超过半个月，但铸币局还是力争在7月1日投产。
7月21日，伍利在给乔伊斯的信中写道：
 半美元的正面模具需要重做，温曼先生通知我他正在赶工。25美分硬币也有同样问题。从抛光模具试铸的样币来看，半美元和25美分的背面设计令人满意……每个看到这些硬币的人都觉得它们美极了。

如今已无法考验伍利当年对25美分的正面设计是否曾提出异议，但罗杰·伯德特认为，局长在6月看到试铸的图案币后觉得其正面不够清晰，刚刚出炉的硬币也显出一副陈旧磨损的模样。6月下旬，伍利同意让麦克尼尔进一步调整设计，新版于8月中旬递交，部分细节同原版不同。首先，自由女神拿的饰带上有字样，整个设计图案由复杂的链条包围起来，自由女神脚下还有两只两只海豚，分别象征大西洋和太平洋。自由女神所拿盾牌上的星星和条纹改成老鹰。财政部长麦卡杜立即批准上述变更，从8月19日起生效。

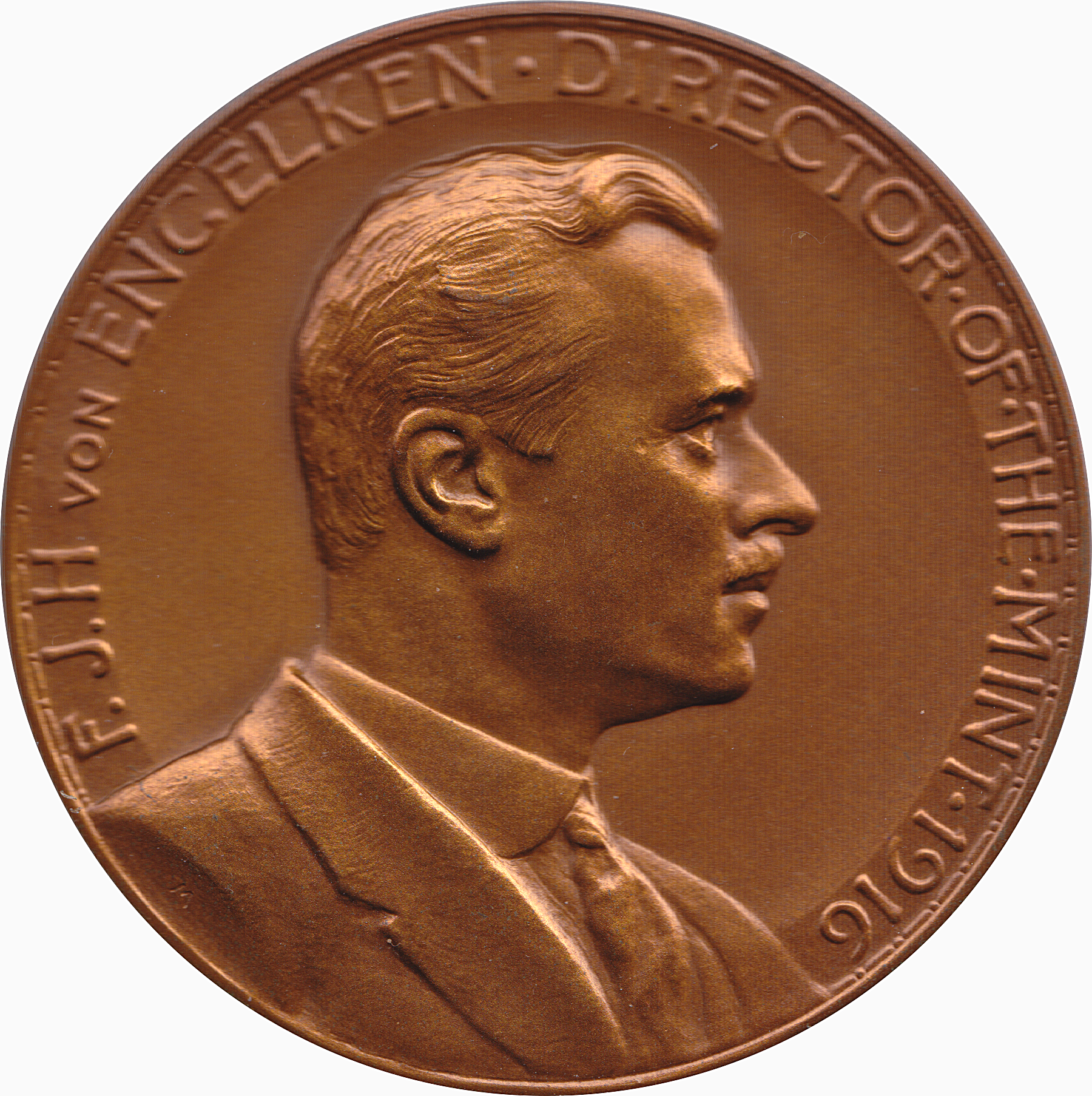
弗里德里希·约翰内斯·雨果·冯·恩格尔肯担任铸币局局长的六个月里，站姿自由女神25美分硬币的设计和生产反复出现变数，上图是乔治·摩根为他设计的铸币局奖章。

7月18日，伍利在回复来信咨询的钱币学界人士时表示，新版25美分硬币会在9月1日左右投产。但在写这封信时，他已辞去铸币局局长职务，出任威尔逊总统连任竞选的宣传主任，弗雷德··查芬（Fred H. Chaffin）暂代局长职务。8月18日，威尔逊提名弗里德里希·约翰内斯·雨果·冯·恩格尔肯（Friedrich Johannes Hugo von Engelken）继任铸币局局长，联邦参议院很快就确认提名。冯·恩格尔肯本应在当月21日宣誓就职，但由于威尔逊没有及时签发委任状，他实际上直到9月1日才上任。冯·恩格尔肯在上任后第一时间就告诉麦克尼尔，麦卡杜已经批准变更后的设计方案，设计师还可以在硬币上加上自己名字的首字母缩写，这个字母位于硬币正面右下角边缘，在最下面那颗星星的右侧。硬币的青铜铸模由奖章用品公司制作，麦克尼尔于9月6日致信冯·恩格尔肯，称模具很快就会送抵费城铸币局。
铸币局此时在试产新版十美分和半美元硬币的过程中已经遇到相当大的困难。为了减少25美分硬币投产后可能遭遇的问题，铸币局决定重新审视麦克尼尔的设计，并作相应调整。铸币局制出多枚图案币，冯·恩格尔肯决定弃用带有海豚的方案版本。到了10月中旬，铸币局已用修改后的正面设计试铸多枚图案币；硬币背面的飞鹰位置降低，周围两根组成图案框架的橄榄枝则被星星取代。伯德特对此不以为然，觉得铸币局在做出这样的重大变更前甚至没有知会设计师，此举不但“重复已被麦克尼尔否决的设计版本，浪费政府的时间，还疏远了全国最优秀的其中一位雕塑家，公然亵渎艺术创造力。”
麦克尼尔对铸币局的做为一无所知，他申请于10月24日前往铸币局探讨将获批模型投产的相关事宜。由于冯·恩格尔肯不在，查芬再度代理局长职务，他拒绝为设计师此次行程报销，所以麦克尼尔就没有前来。伯德特对此称：“这种做法为10月的政府开支节流还不到20美元，但却很可能导致修改后的设计还要拖到第二年才获批，损失要大上许多倍。”冯·恩格尔肯在10月下旬左右审视样币，对正面橄榄枝上两片叶子组成（“自由”）开头字母的设计不满，要求移除，铸币局遵照执行。接下来他又同麦卡杜会晤，展示修改后出模的硬币。麦卡杜觉得自由女神的人物形象太模糊，但冯·恩格尔肯表示要解决这个问题，硬币投产还需大幅推迟，所以部长决定放行。两人决定由铸币局将正面的盾牌改得更清晰，麦卡杜随即批准设计并附上指示。冯·恩格尔肯觉得如果再来修改自由女神，新币就不可能在1916年投产，所以他指示乔伊斯设法令1917年开始出产银币上的人物更清晰。铸币金属模具最终完成时，1916年已接近尾声，总产量仅有5万2000枚。生产这么少的数量完全只是为了证明巴伯的原有设计已在投产第25年更换，铸币局此时误以为这是法律规定。

## 修改
1916年末，铸币局先是忙于将硬币图案改得更清楚，然后还要准备大批新版25美分模具，准备新年开始后大规模生产。美国此时对小额货币有很大需求，铸币局官员本希望1916年不再铸造任何巴伯硬币，但为满足市场需求还是不得不继续生产。新版25美分投产后，铸币局又担心这些硬币会遭囤积（特别是产量极少的1916年版），冯·恩格尔肯因此下令新币必须在他批准后才能发售。不过，政府官员及知名钱币学家还是可以买到少量新版25美分。麦克尼尔自麦卡杜批准带有海豚的设计方案后就再也没听闻铸币局传来的任何消息，直到1917年1月初才从报上得知自己设计的25美分已经投产。他于1月6日致信冯·恩格尔肯并附上五美元汇票，然后收到20枚新币。看到设计被改后，麦克尼尔再度致信冯·恩格尔肯，信中措辞强烈地批评铸币局对硬币艺术特质的变更，导致局长决定继续暂缓硬币发行。麦克尼尔指出设计中的多项问题，如背面的飞鹰高度降低，看起来似乎即将降落，但它的爪子实际上却还是在高空飞翔时的状态。冯·恩格尔肯担心，如果设计师的意见公开，但问题又没有解决，那么铸币局很可能会沦为嘲笑的目标。1月10日，麦克尼尔到访费城铸币局并前往雕刻部参观，他此次行程的具体经过已不可考，但冯·恩格尔肯还是在当天从首都致电费城，确保新版25美分硬币不会离开铸币局库房。
冯·恩格尔肯在收到麦克尼尔的信后同美术委员会委员、雕塑家赫伯特·亚当斯（Herbert Adams）和主席查尔斯·摩尔（Charles Moore）商议，冯·恩格尔肯同意修改25美分的设计，以满足麦克尼尔的意愿。虽然没有相关书信留存，但铸币局局长和麦克尼尔显然在接下来几天里通过多次电话，冯·恩格尔肯于1月17日致信麦卡杜，请部长酌情考虑让雕塑家修改设计。麦卡杜传召麦克尼尔前往首都面谈，然后指示冯·恩格尔肯安排费城铸币局为设计师提供需要的一切设备和协助，在此以前，冯·恩格尔肯本期望由麦克尼尔自行承担此次重新设计的成本。1月17日，铸币局生产的首批站姿自由女神25美分硬币开始进入市场流通，其中既有1916年版，也有1917年版。同月30日，冯·恩格尔肯指示乔伊斯全权配合麦克尼尔的工作，还要求对方“确保巴伯先生不会当场向麦克尼尔先生表达反对意见。”在巴伯担任铸币局首席雕刻师的37年间出任助理雕刻师的乔治·摩根（George T. Morgan）获派协助麦克尼尔。

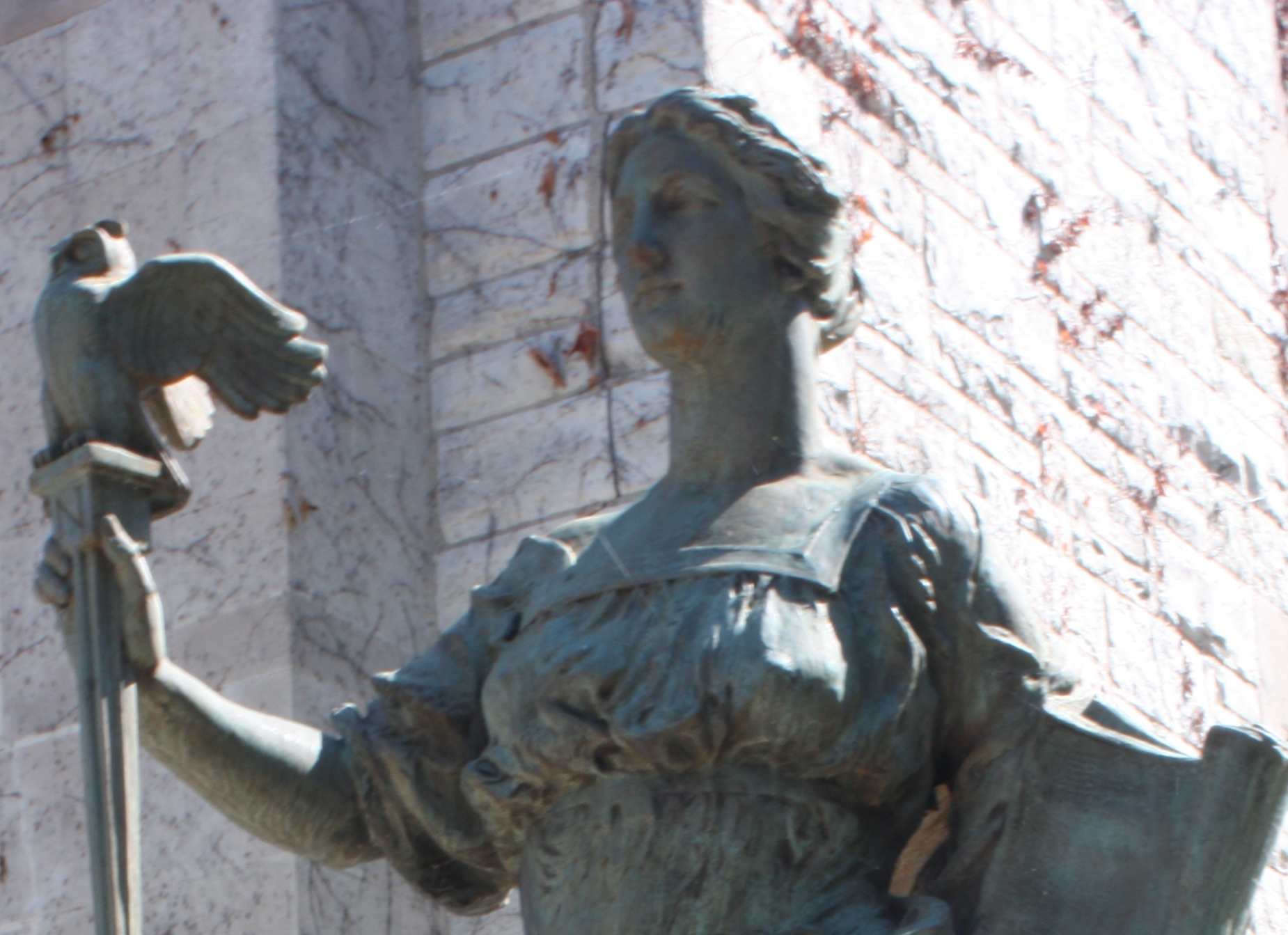
麦克尼尔雕塑《智力发展》（细节图）中的自由女神同25美分硬币上的自由女神有类似着装

麦克尼尔希望把1916年已经铸币局认可的两版正面设计中自认最好的部分保持下来，除自由女神取自第二版设计外，其它元素均来自第一版。自由女神裸露的右乳房没有调整，同时不再恢复脚下的海豚。但事实证明，由于当时的模具雕刻技术限制，摩根无法把两版正面设计融合，所以麦克尼尔只能重新制作整枚硬币的模具。他在2月中旬完成新设计，这次却给自由女神穿上锁子甲，挡住原本裸露的乳房。据伯德特记载，这项变更对于麦克尼尔而言并非绝无仅有，之后他在作品中为女性穿上衣装、遮掩原本裸露乳房的做法越来越多。约在同一时期完成的雕塑《智力发展》（Intellectual Development）同样反映出1917年2月国际局势随美国向德国宣战而恶化，麦克尼尔同样给作品中的自由女神穿上衣装。硬币背面的飞鹰位置恢复到原有高度，全部13颗星中有三颗放在老鹰和（“四分之一美元”，即25美分）字样之间。
硬币正面的重新设计引起旷日持久的传言，称遮挡女神乳房是政府的假正经之举，或是面对舆论哗然让步。沃尔特·布林就称，“卫道士通过（美国）风化肃正协会立即向财政部施加政治压力，要求撤销那些‘有伤风化’硬币的授权。”杰夫·加勒特（Jeff Garrett）和罗恩·古斯（Ron Guth）在有关美国各类硬币的著作中断言，“麦克尼尔从未授权”把自由女神的乳房遮起来。大卫·兰格虽然一方面承认没有任何证据表明原本裸露的乳房引起舆论大哗，但另一方面他还是觉得此举“很可能受到财政部反对意见的影响。”钱币学家雷·扬（Ray Young）曾于1979年在《硬币》（Coins）杂志发文，称这次重新设计是出于象征主义考量：“如果自由女神要挺身而出对抗敌人，她就应该把自己保护起来，而不是‘赤裸对敌’，所以那场战争可能比所谓‘民愤’（对重新设计）的影响要大得多。”

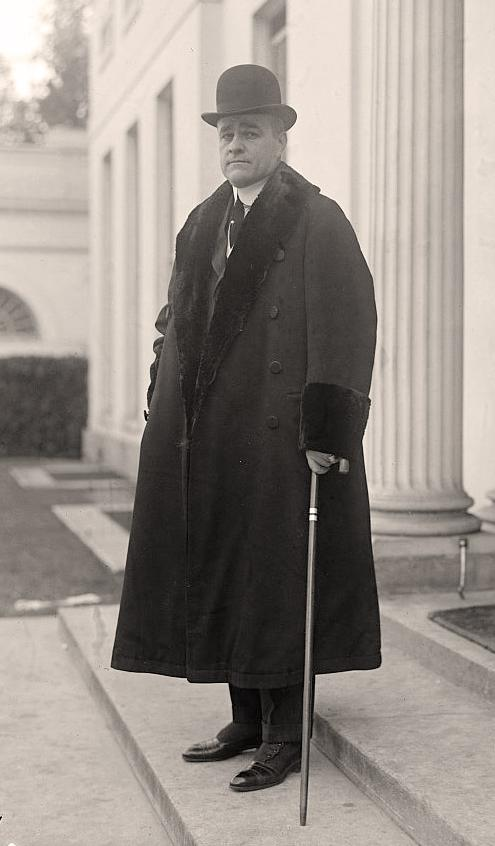
铸币局局长雷蒙德·贝克

冯·恩格尔肯一直希望出任第三区联邦土地银行总裁，他于1917年2月8日获命出任该职务，但接下来继续担任铸币局局长直到2月20日，继任局长雷蒙德·贝克（Raymond T. Baker）于2月10日获提名。2月18日，铸币局首席雕刻师巴伯以77岁高龄谢世，新版25美分硬币的生产因此暂停。冯·恩格尔肯在任上最后几天推荐助理雕刻师继任首席雕刻师职位，摩根随后经威尔逊总统提名并获参议院确认。
1917年2月上任后，贝克很快熟知25美分重新设计相关事宜。同财政部其它多名官员商讨后，他认为这次重新设计有违1890年通过的法律，需要国会特别授权。麦卡杜认可新局长的意见，并于1917年4月16日致信俄亥俄州民主党联邦众议员威廉·阿什布罗克（William A. Ashbrook）。阿什布罗克是颇有名望的硬币收藏家，也是众议院铸币和度量衡委员会主席，麦卡杜在信中表示，由于原版模具同原版设计不符，只需稍做调整就能大幅提高硬币的艺术价值和美观程度，所以应该重新设计银币。
1917年4月30日，授权变更设计的法案在联邦参议院辩论。俄克拉何马州参议员罗伯特·欧文（Robert L. Owen）在发言时同意硬币设计应该修改，因为出产的原版硬币不能顺利堆叠起来。怀俄明州参议员弗朗西斯·沃伦觉得铸币局过去就曾要求国会立法调整硬币设计，为什么不能在发售前先测试这些硬币能不能叠起来呢。虽然有这些不满之声，但提案最终还是顺利通过。法案于同年6月25日经众议员阿什布罗克带到联邦众议院审议，他在会场告诉其他议员，最初发行的硬币图案不但同设计师的原始构想不符，而且硬币也不能顺利堆叠。阿什布罗克还告知议会，铸币局已经准备好新版设计，只等国会法案授权就可以投产，所以众议院的辩论主要是围绕新设计是否应该等到1918年7月才开始生效展开。有议员提出将时限改到1917年，另外多名议员附议，但考虑到修改法案就需要参议院重新表决而放弃。法案接下来在众议院通过，于1917年7月9日生效。同年8月，麦克尼尔致信乔伊斯索取修改后的银币样板，并对硬币终于是按照他的设计生产表示欣慰。

## 生产和收藏

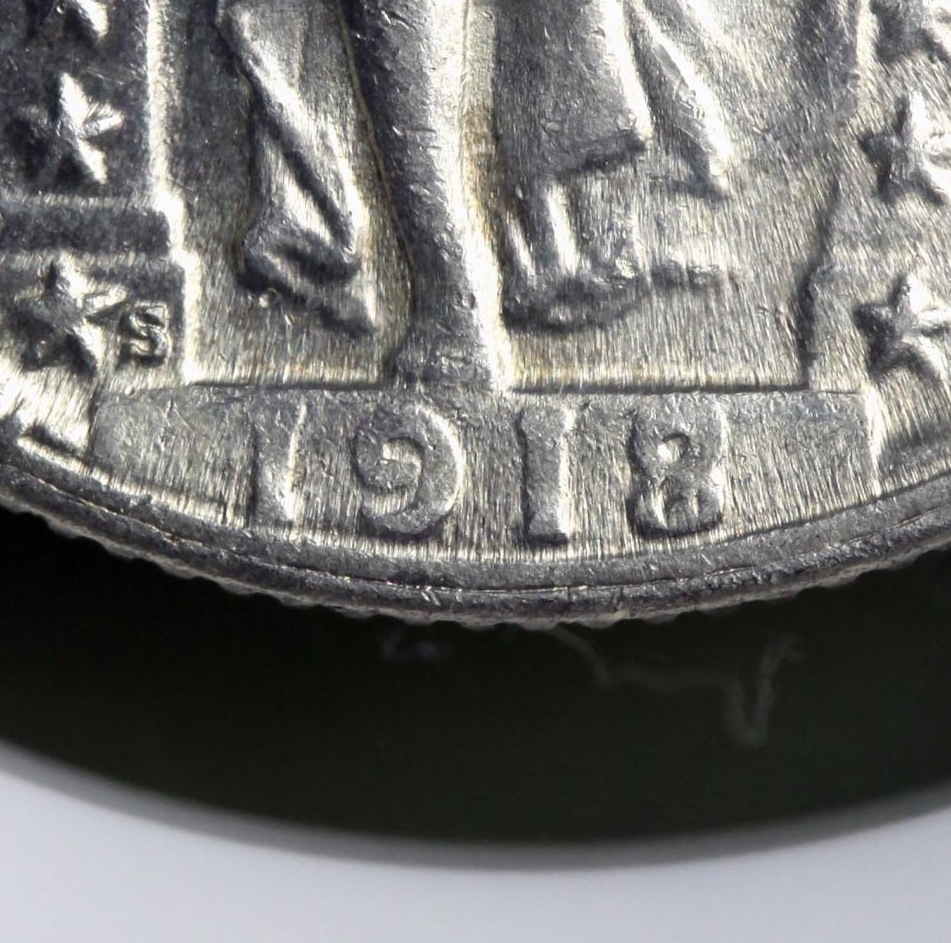
1918/7-S版站姿自由女神25美分硬币细节图

1916至1930年间，费城铸币局几乎每年都会生产站姿自由女神25美分硬币，仅有1922年例外，这年全美任何一家铸币局都没有生产该面额硬币。1917年，丹佛铸币局和旧金山铸币局也开始生产新版25美分，但不像费城分局那样定期生产。丹佛和旧金山分局出产的银币正面左侧最下面那颗星星的右边、自由女神的右脚左侧有铸币标记，以字母代表丹佛分局，字母代表旧金山分局。所有站姿自由女神25美分硬币中最具价值的当属产量仅5万2000枚的1916年版，即便成色分级只达到有明显磨损的“-4”，售价也有3250美元。1921年费城分局版和1923年旧金山分局版（1923-）同样颇有价值，即便是流通过的硬币也能卖到数百美元。此外，站姿自由女神25美分还是20世纪美国发行的唯一一种没有精制币的常规硬币。不过，1917年铸币局在麦克尼尔修改设计方案前还出产过少量原版设计硬币，这些硬币人称“一类”币，流传于世的屈指可数。布林称已知存在的有六枚，其中心位置的细节都格外清晰。
18到19世纪期间，模具切割的技术难度大，而且成本也很高，所以铸币局曾长期在每年末把模具上的年份改为下一年以便继续使用。随着模具制作的成本和难度降低，铸币局在进入19到20世纪之交时已基本废弃这种做法。但是，有一个1917-版二类模具在这年并未使用，然后经重新切割后又用来打造出数千枚1918-版25美分银币。这些硬币如今确定存世的很少，但即便是经过反复流通的样本也能卖到数千美元。

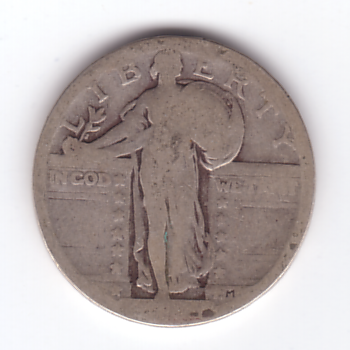
这枚站姿自由女神25美分同其它许多1925年前出产的硬币一样因反复流通而严重磨损，上面的年份已经完全消失。

1924年下半年，铸币局官员已经意识到25美分在流通过程中会出现问题，许多送回铸币局的硬币上年份都已因磨损而完全消失。铸币局官员不想再申请国会法案授权，于是自行决定将年份位置由以前的凸出改为凹进，顺利解决年份磨损的问题。1925年起出产的25美分硬币也因此更加常见，如果成色不佳，其价值也不及之前出产的版本，因为硬币上的年份一般都还清晰可见。这次变更也是摩根执掌雕刻部期间完成的最后几项任务之一，他于1925年1月4日辞世，首席雕刻师一职由约翰·辛诺克（John R. Sinnock）取代。这次修改也导致产量仅有39万6000枚的1927-版流通成色币比产量有136万枚的同等成色1923-版要廉价得多，只不过未经流通的良好成色还是以1927-版更有价值。
受大萧条影响，市场对25美分硬币的需求大减，以致三间铸币分局都没有在1931年生产这种银币。1932年是首任美国总统乔治·华盛顿诞辰200周年，从1930年开始就有组织建议在1932年暂停原版半美元发行，改推华盛顿半美元。1931年2月，国会开始讨论发行华盛顿纪念币的法案，但其中建议的硬币面额由半美元改成25美分。这次面额变更的具体原因已不可考，但众议院铸币和度量衡委员会在备忘录中称站姿自由女神25美分硬币的现有设计图案不尽人意，新版设计将永久取代老版，而不仅仅是在1932年生产。国会于1931年3月4日通过法案，华盛顿25美分硬币从1932年开始投产，为站姿自由女神系列硬币划上句点。不过，大量站姿自由女神25美分硬币在接下来数十年间继续流通，直至1964年公众开始囤积银币时止，此后，25美分硬币开始采用贱金属材质。
2015年，美国铸币局宣布计划使用黄金为收藏家重铸1916年开始出产的三种银币，其中25美分会在正面刻上重量和纯度，上面的设计图案也是1916年版，自由女神的乳房裸露在外。

### 脚注
1. ↑  Richardson 1891，第806–807頁，26 Stat L. 484, amendment to R.S. §3510.
2. ↑  Breen 1988，第572–573頁.
3. ↑  Lange 2006，第134頁.
4. ↑  Lange 2006，第136頁.
5. ↑  Burdette 2005，第12頁.
6. ↑  Burdette 2005，第13頁.
7. ↑  Michigan Manufacturing and Financial Journal, January 2, 1915.
8. ↑  Burdette 2005，第13–14頁.
9. 1 2  Burdette 2005，第14頁.
10. 1 2  Lange, History of the Mercury dimes.
11. ↑  Burdette 2005，第14–15頁.
12. ↑  Lange 1993，第3頁.
13. ↑  Burdette 2005，第16頁.
14. ↑  Burdette 2005，第19–20頁.
15. ↑  Burdette 2005，第22–23頁.
16. ↑  Burdette 2005，第26–27頁.
17. 1 2  Lange 1993，第4–5頁.
18. ↑  Breen 1988，第326頁.
19. ↑  Lange 2006，第150頁.
20. ↑  Lange 1993，第4頁.
21. 1 2  Vermeule 1971，第139頁.
22. ↑  The Art World.
23. ↑  Breen 1988，第361頁.
24. ↑  Benford 2003，第32–35頁.
25. ↑  Burdette 2005，第38–39頁.
26. ↑  Burdette 2005，第38頁.
27. 1 2  LaMarre.
28. ↑  Vermeule 1971，第139–140頁.
29. ↑  Vermeule 1971，第140頁.
30. ↑  Burdette 2005，第41頁.
31. 1 2 3  Burdette 2005，第31頁.
32. ↑  Cline 2007，第26頁.
33. ↑  Burdette 2005，第47頁.
34. 1 2 3  Burdette 2005，第47–51, 178頁.
35. ↑  Burdette 2005，第72–73頁.
36. 1 2 3  Burdette 2005，第77–79頁.
37. ↑  Burdette 2005，第73–74頁.
38. ↑  Burdette 2005，第74–75頁.
39. ↑  Burdette 2005，第167頁.
40. 1 2 3  Burdette 2005，第80–81頁.
41. ↑  Breen 1988，第360頁.
42. ↑  Burdette 2005，第83–85頁.
43. ↑  Breen 1988，第362–363頁.
44. ↑  Breen 1988，第363頁.
45. ↑  Guth & Garrett 2005，第78頁.
46. ↑  Lange 2006，第151頁.
47. ↑  Young，第75頁.
48. ↑  Burdette 2005，第178–179頁.
49. ↑  Burdette 2005，第56–57頁.
50. ↑  Dolnick，第980–982頁.
51. ↑  Burdette 2005，第87頁.
52. ↑  Yeoman 2014，第173–174頁.
53. ↑  Breen 1988，第362頁.
54. ↑  Cline 2007，第132–133頁.
55. 1 2 3  Yeoman 2014，第174頁.
56. 1 2  Breen 1988，第364頁.
57. ↑  Taxay 1983，第371頁.
58. ↑  The New York Times & 1925-01-06.
59. ↑  Bowers 2006，第17頁.
60. 1 2  Bowers 2006，第33頁.
61. ↑  Yeoman 2014，第174–175頁.
62. ↑  Young，第76頁.
63. ↑  Restrike.

### 书目
- Bowers, Q. David. . Atlanta, GA: Whitman Publishing,. 2006. ISBN 978-0-7948-2059-6.
- Breen, Walter. . New York: Doubleday. 1988. ISBN 978-0-385-14207-6.
- Burdette, Roger W. . Great Falls, VA: Seneca Mill Press. 2005. ISBN 978-0-9768986-0-3.
- Cline, J.H.  4th. Irvine, CA: Zyrus Press Inc. 2007. ISBN 978-1-933990-00-2.
- Guth, Ron; Garrett, Jeff. . Atlanta, GA: Whitman Publishing. 2005. ISBN 978-0-7948-1782-4.
- Lange, David W. . Virginia Beach, VA: DLRC Press. 1993. ISBN 978-1-880731-17-8.
- Lange, David W. . Atlanta, GA: Whitman Publishing. 2006. ISBN 978-0-7948-1972-9.
- Taxay, Don.  reprint. New York: Sanford J. Durst Numismatic Publications. 1983 [1966]. ISBN 978-0-915262-68-7.
- Vermeule, Cornelius. . Cambridge, MA: The Belknap Press of Harvard University Press. 1971. ISBN 978-0-674-62840-3.
- Yeoman, R.S.  68th. Atlanta, GA: Whitman Publishing. 2014. ISBN 978-0-7948-4215-4.

### 其它来源
- . The Art World (New York: The Kalon Publishing Company, Inc.). 1916-10, 1 (1): 19–20, 74. JSTOR 25587646.
- Benford, Timothy B. Jr. . The Numismatist (Colorado Springs, CO). 2003-12: 32–35.
- Carter, Frank E. . Michigan Manufacturing and Financial Journal (Detroit: Manufacturers Publishing Company). 1915-01-02: 16.
- Dolnick, Michael M. . The Numismatist (Colorado Springs, CO: American Numismatic Association). 1954-09: 980–982.
- LaMarre, Tom. . Coins (Iola, WI: Krause Publications). 2003-08: 64.
- Lange, David. . Virginia Beach, VA: DLRC Press.   [2014-07-31]. （原始内容存档于2014-07-31）.
- . The New York Times (The New York Times Company). 1925-01-06  [2016-07-22]. （原始内容存档于2016-03-13）.
- Richardson, William Allen (编).  1. Washington, D.C.: US Government Printing Office. 1891.
- Young, Ray. . Coins (Iola, WI: Krause Publications). 1979-06: 74–76, 78, 80.
- Gilkes, Paul. . Coin World. 2015-06-17  [2016-07-22]. （原始内容存档于2016-03-06）.

## 扩展阅读
- Kelman, Keith N. . Nashua, NH: International Numismatica. 1976.